# Tibellomma chazaliae
Genre
Espèce
Synonymes
- Prusias chazaliae Simon, 1898

Tibellomma chazaliae, unique représentant du genre Tibellomma, est une espèce d'araignées aranéomorphes de la famille des Sparassidae.

## Distribution
Cette espèce est endémique du Venezuela.

## Description
La femelle subadulte holotype mesure 9 mm.

## Publications originales
- Simon, 1898 : Histoire naturelle des araignées. Paris, vol. 2, p. 193-380 (texte intégral).
- Simon, 1903 : Histoire naturelle des araignées. Paris, vol. 2, p. 669-1080 (texte intégral).